# 1150er
Portal Geschichte | Portal Biografien | Aktuelle Ereignisse | Jahreskalender | Tagesartikel

◄ |
11. Jh. |
12. Jahrhundert
| 13. Jh. | ►

◄ |
1120er |
1130er |
1140er |
1150er
| 1160er | 1170er | 1180er | ►

1150 |
1151 |
1152 |
1153 |
1154 |
1155 |
1156 |
1157 |
1158 |
1159

## Ereignisse
- 1152: Friedrich I. Barbarossa wird zum deutschen König gekrönt.
- 1156: Der Vertrag von Benevent wird unterzeichnet. Papst Hadrian IV. erkennt den Normannenstaat samt dessen Eroberungen an.
- 1157: Albrecht der Bär erobert endgültig die Burg Brandenburg und gründet damit die Mark Brandenburg.
- 1158: Heinrich der Löwe gründet München.